# 사타케 요시치카 (1787년)
사타케 요시치카(일본어: 佐竹義知, 1787년 ~ 1821년 8월 8일)는 일본 에도 시대의 다이묘로, 아키타 신덴 번의 5대 번주이다. 4대 번주 사타케 요시모토의 맏아들로 태어났으며, 어머니는 노미 마쓰다이라 씨(분고 기쓰키번주 마쓰다이라 지카미쓰松平親盈의 딸)이다. 통칭은 도쿠마루(徳丸), 가메마루(亀丸)로, 초명은 요시나가(義長)였다. 관위는 종5위하, 이키노카미이다.
간세이 5년(1793년) 11월 14일, 아버지 요시모토가 사망하자 가문을 계승하였다. 교와 2년(1802년) 10월 1일, 쇼군 도쿠가와 이에나리를 알현하고, 같은 해 12월 16일에 종5위하, 이키노카미에 서임되었다. 분카 8년(1811년), 슨푸 가반에 임명되었다. 본가의 어린 번주 사타케 요시히로를 잘 보좌하였으며, 그림에도 재능이 뛰어났다고 전한다. 분세이 4년(1821년)에 35세로 사망하였고, 양자 요시즈미가 그 뒤를 이었다.
| 전임 사타케 요시모토 | 제5대 아키타 신덴 번 번주 1793년 ~ 1821년 | 후임 사타케 요시즈미 |